# Horst-Wessel-Lied

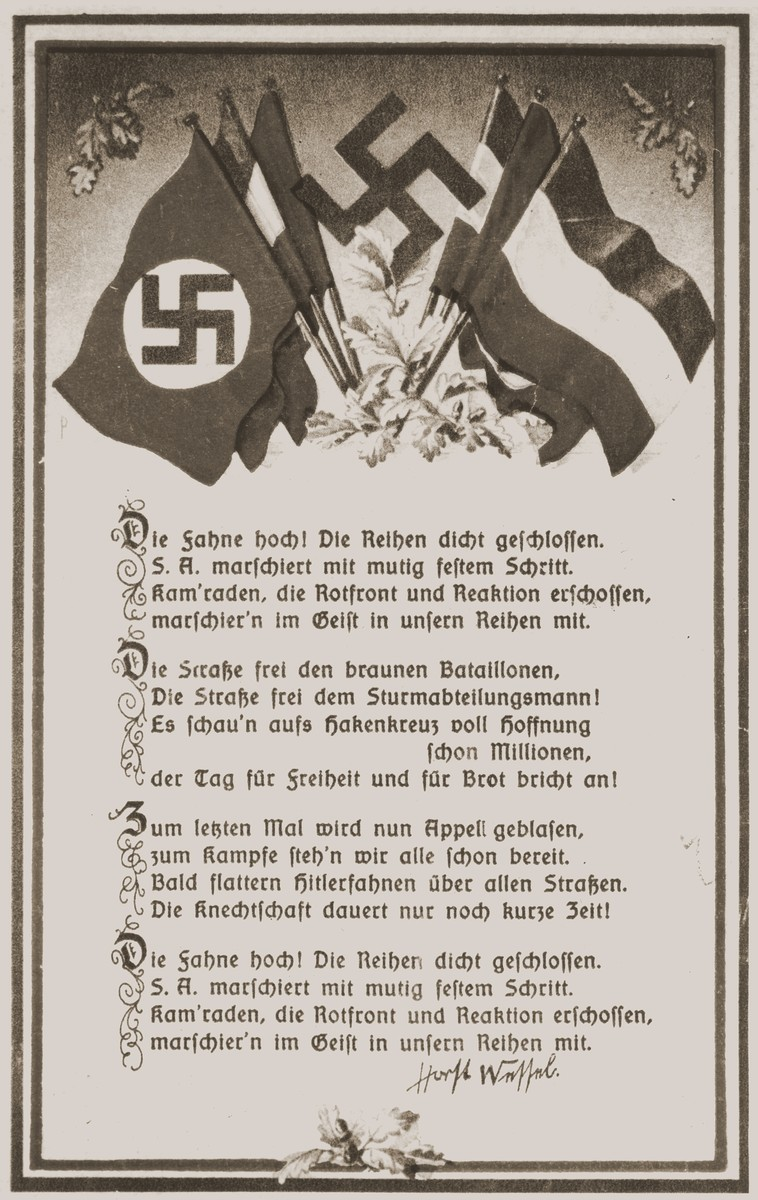
Cartão postal do Horst-Wessel-Lied com a letra da canção.

Horst Wessel Lied, também conhecida como Die Fahne hoch, era  o hino oficial da Sturmabteilung (SA), tornando-se posteriormente o  hino do Partido Nacional Socialista (NSDAP), cuja letra  foi composta por Horst Wessel, membro do partido em seus primeiros anos.
Durante o Terceiro Reich, a Horst Wessel Lied tornou-se um dos hinos oficiais da Alemanha. Após a queda do nazismo, em 1945, a canção foi proibida no país.

## Melodia
A melodia é a mesma de uma canção popular (Der Abenteurer), a qual, por sua vez, foi tirada de uma ária da ópera Joseph (1807),  de Étienne Nicolas Méhul, que também foi autor do famoso Chant du départ.

## Letra
| Alemão original | Tradução para o português |
| --- | --- |
| Die Fahne hoch! Die Reihen fest geschlossen! SA marschiert mit mutig-festem Schritt. Kameraden, die Rotfront und Reaktion erschossen, Marschieren im Geist in unseren Reihen mit. Die Straße frei den braunen Bataillonen. Die Straße frei dem Sturmabteilungsmann! Es schaun aufs Hakenkreuz voll Hoffnung schon Millionen. Der Tag für Freiheit und für Brot bricht an! Zum letzten Mal wird nun Appell geblasen! Zum Kampfe steh'n wir alle schon bereit! Bald flattern Hitlerfahnen über alles Straßen. Die Knechtschaft dauert nur noch kurze Zeit! Die Fahne hoch! Die Reihen fest geschlossen! SA marschiert mit ruhig-festem Schritt. Kameraden, die Rotfront und Reaktion erschossen, Marschieren im Geist in unseren Reihen mit. | A bandeira ao alto! As fileiras cerradas! As SA marcham em firme e corajoso passo. Camaradas fuzilados pela Frente Vermelha e os Reacionários, Marcham em espírito nas nossas fileiras. As ruas livres para os batalhões marrons. As ruas livres para os homens da Sturmabteilung! Milhões olham já para a suástica, cheios de esperança. O dia da Liberdade e do Pão desponta! A chamada foi feita pela última vez! Estamos preparados para a luta! Em breve a bandeira de Hitler flutuará sobre todas as ruas. A nossa servidão não irá durar muito mais! A bandeira ao alto! As fileiras cerradas! As SA marcham em firme e corajoso passo. Camaradas fuzilados pela Frente Vermelha e os Reacionários, Marcham em espírito nas nossas fileiras. |